# Yuri Averbakh
Yuri Lvovich Averbakh (Ю́рий Льво́вич Аверба́х; sinh 8 tháng 2 năm 1922 - 7 tháng 5 năm 2022) là một đại kiện tướng và tác giả viết về cờ vua người Liên Xô và nay là Nga. Tính đến nay, ông là đại kiện tướng cao tuổi nhất. Ông sinh tại Kaluga, Nga.

## Cuộc đời và sự nghiệp
Cha ông là người Do Thái gốc Đức . Tổ tiên ông gốc Đức có họ là Auerbach, nghĩa là suối cỏ. Mẹ ông là người Nga. Cả hai bên ông bà của ông đều không ủng hộ đám cưới của cha mẹ ông vì cha ông là một người gần như vô thần còn mẹ ông lại là một tín đồ Chính thống giáo Đông phương. Ngoài ra một lý do nữa là bà ngoại ông mất khi còn trẻ nên mẹ ông phải gánh vác việc gia đình. Yuri tự gọi mình là một người theo thuyết định mệnh.

### Thành công ở các giải đấu

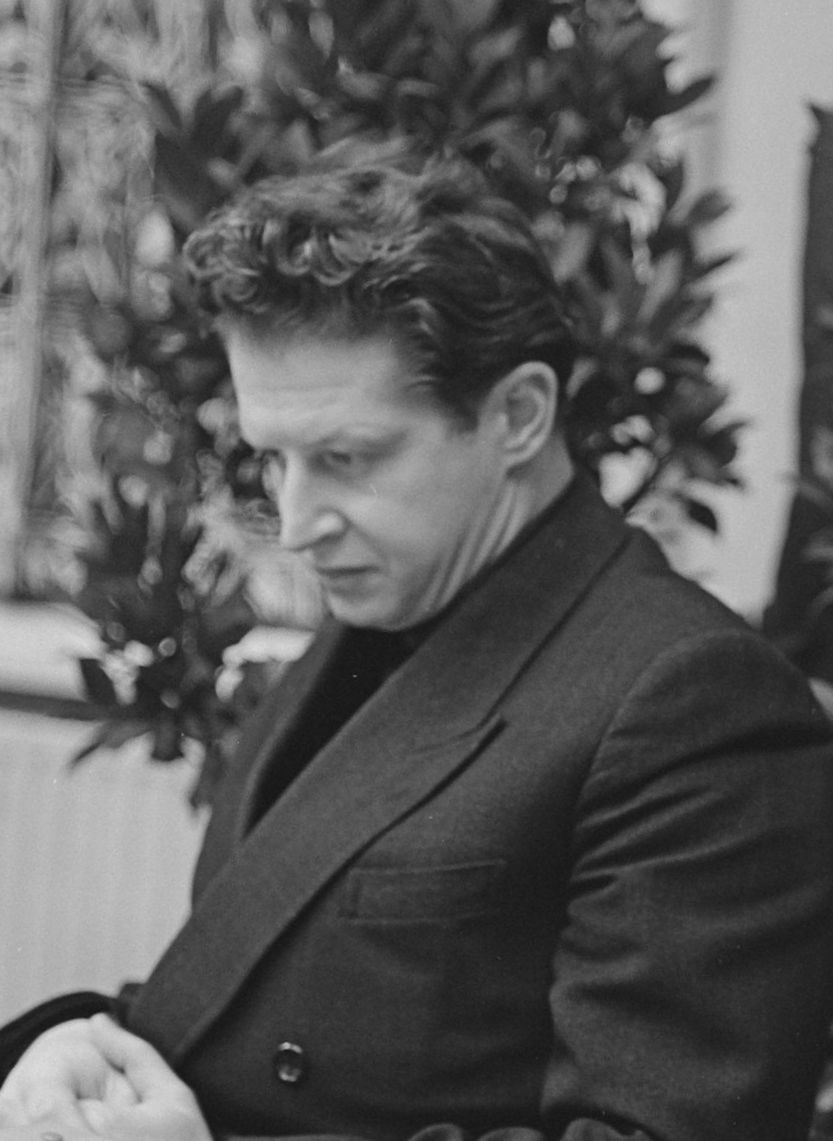
Yuri Averbakh năm 1963

Thành công đầu tiên của Averbakh là chức vô địch ở Moskva năm 1949, xếp trên các đối thủ như Andor Lilienthal, Yakov Estrin và Vladimir Simagin. Ông nhận danh hiệu đại kiện tướng năm 1952. Năm 1954 Averbakh vô địch Liên Xô, xếp trên các danh thủ như Mark Taimanov, Viktor Korchnoi, Tigran Petrosian, Efim Geller và Salo Flohr. Hai năm sau, cũng tại giải vô địch quốc gia ông đồng điểm hạng nhất với Taimanov và Boris Spassky, tuy nhiên chỉ giành ngôi á quân sau vòng đấu chọn ra nhà vô địch giữa ba kỳ thủ này. Nhà vô địch Taimanov sau này từng có thời gian là con rể của ông. Những thành công khác của Averbakh là giải Viên năm 1961 và Moskva năm 1962.
Ở các giải vô địch thế giới, Averbakh từng lọt vào vòng lựa chọn ứng cử viên năm 1953, xếp hạng 10 / 15 kỳ thủ tham dự. Ông cũng lọt vào vòng tuyển chọn liên khu vực năm 1958 tại Portorož nhờ vào việc xếp hạng tư tại Giải vô địch Liên Xô cùng năm. Tại Portorož, Averbakh xếp đồng hạng bảy và chỉ kém nửa điểm để có suất vào vòng lựa chọn ứng cử viên.

### Phong cách thi đấu
Phong cách thi đấu chắc chắn của ông đã gây khó cho những kỳ thủ có thiên hướng tấn công muốn vượt qua, như ông từng viết:"... Khi mà Nezhmetdinov đã tấn công thì có thể vượt qua được bất cứ đối thủ nào, kể cả Tal. Tuy nhiên tỉ số đối đầu của tôi với ông ấy hình như là 8½–½ vì tôi không cho ông ấy bất kì cơ hội chủ động nào. Trong những tình huống đó ông ấy sẽ làm hỏng thế trận của mình vì ông ấy muốn đưa về thế trận phức tạp."

### Tác phẩm
Bên cạnh việc là một kỳ thủ danh tiếng, Averbakh còn là một nhà nghiên cứu lý thuyết cờ vua, chủ yếu về tàn cuộc. Ông đã xuất bản trên 100 tác phẩm. Nhiều tác phẩm trong số đó đã có những đóng góp đáng kể tới lý thuyết tàn cuộc. Năm 1956 ông nhận được danh hiệu Giám khảo quốc tế của các cuộc thi cờ thế của FIDE và tới năm 1969 ông nhận danh hiệu Trọng tài quốc tế.
Ngoài ra, Averbakh còn là một phóng viên và tác giả một số sách cờ. Ông từng là biên tập tạp chí định kỳ Шахматы в СССР (Cờ vua ở Liên Xô) và Шахматный бюллетень (Bản tin cờ vua). Từ 1956 đến 1962 ông (cùng với Vitaly Chekhover và một số người khác) biên tập một tuyển tập 4 cuốn về tàn cuộc, Шахматные окончания (Tàn cuộc cờ vua, được tái bản và bổ sung năm 1980-84 và dịch sang tiếng Anh với tựa đề Comprehensive Chess Endings (Tàn cuộc cờ vua toàn diện) gồm 5 cuốn).

### Đóng góp về khai cuộc
Averbakh được đặt tên cho một vài biến thể khai cuộc. 
- Phòng thủ Ấn Độ cổ: Biến thể Averbakh (E73): 1.d4 Nf6 2.c4 g6 3.Nc3 Bg7 4.e4 d6 5.Be2 0-0 6.Bg5
- Phòng thủ Ấn Độ cổ: Hệ thống Semi-Averbakh (E73): 1.d4 Nf6 2.c4 g6 3.Nc3 Bg7 4.e4 d6 5.Be2 0-0 6.Be3
- Phòng thủ kiểu mới: Biến thể Averbakh (A42): 1.d4 g6 2.c4 Bg7 3.Nc3 d6 4.e4

## Những hoạt động khác

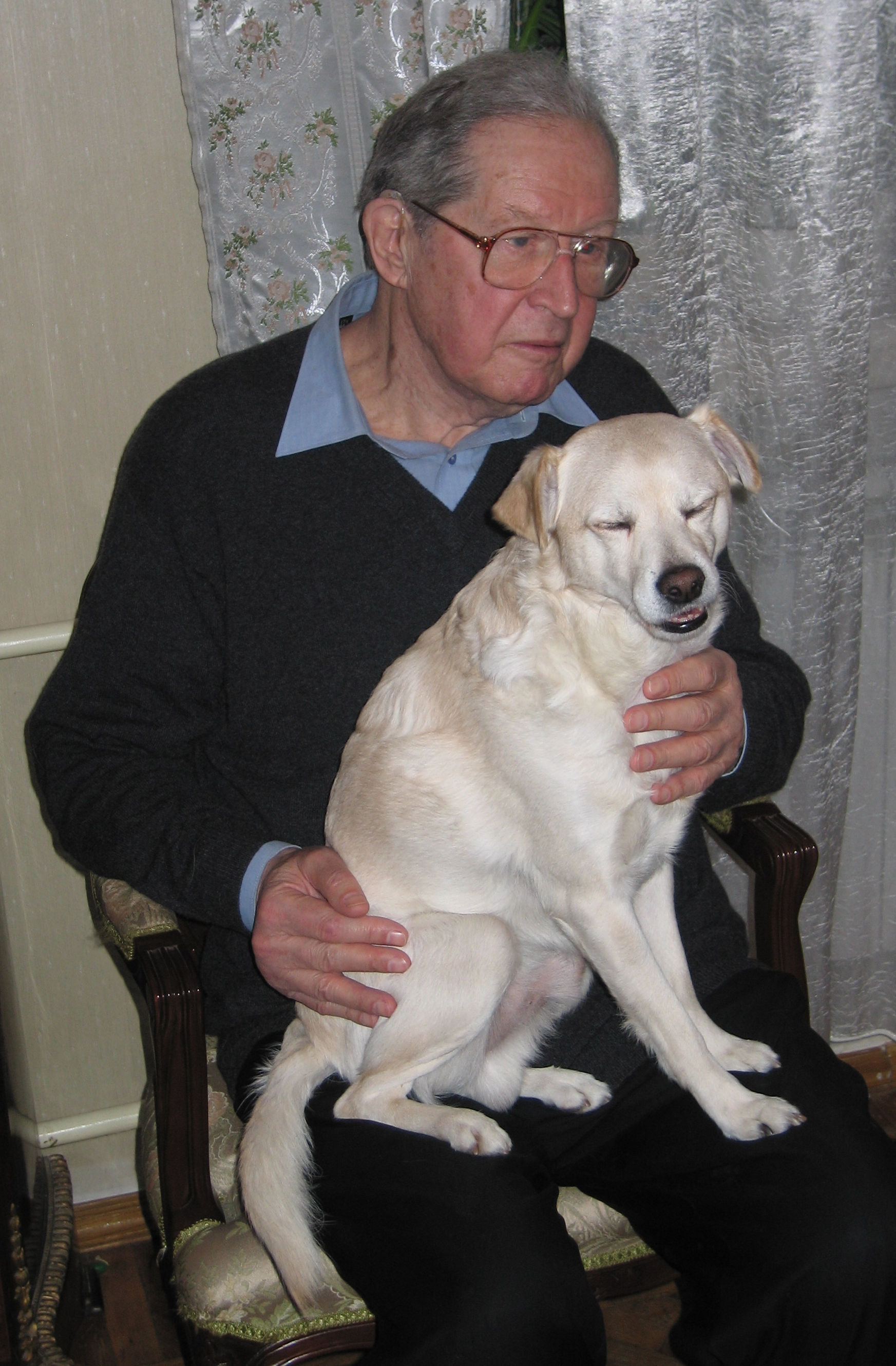
Averbakh năm 2007

Trong thập niên 1960, Averbakh làm việc cho tạp chí Liên Xô Знание - сила (Tri thức là sức mạnh) chuyên đăng tải các truyện khoa học và khoa học viễn tưởng.

## Qua đời
Ông mất ngày 7 tháng 5 năm 2022. Averbakh được sống sót bởi một cô con gái, người đã kết hôn với Mark Evgenievich Taimanov trong mười năm. chỉ sau 3 tháng mới khép lại sinh nhật và Lễ mừng thọ thứ 100 tuổi của ông.

## Vinh danh và giải thưởng
- Huân chương Hữu nghị nhân dân (1981)
- Huy chương Lao động dũng cảm (1957)
- Huy chương Lao động xuất chúng (1970)
- Huy chương kỷ niệm 100 năm ngày sinh Vladimir Ilyich Lenin (1970)

## Sách đã xuất bản
- Chess Endings: Essential Knowledge (Tàn cuộc: những kiến thức cần thiết), 1966, 1993, Everyman Chess, ISBN 1-85744-022-6.
- Comprehensive Chess Endings 1: Bishop Endings, Knight Endings (Tàn cuộc toàn diện: tàn cuộc tượng, tàn cuộc mã), viết cùng Chekhover, 1983, Pergamon, ISBN 0-08-026900-1
- Comprehensive Chess Endings 2: Bishop vs Knight Endings, Rook vs Minor Piece Endings (Tàn cuộc toàn diện: tàn cuộc tượng với mã, tàn cuộc xe với quân yếu hơn), 1985, Pergamon, ISBN 0-08-026901-X
- Comprehensive Chess Endings 3: Queen Endings (Tàn cuộc toàn diện: tàn cuộc hậu), 1986, Pergamon, ISBN 0-08-026904-4
- Comprehensive Chess Endings 4: Pawn Endings (Tàn cuộc toàn diện: tàn cuộc tốt), viết cùng Maizelis, 1987, Pergamon, ISBN 0-08-032043-0
- Comprehensive Chess Endings 5: Rook Endings (Tàn cuộc toàn diện: tàn cuộc xe), 1987, Pergamon, ISBN 0-08-032048-1
- Chess Tactics for Advanced Players (Chiến thuật cờ vua cho kỳ thủ cao cấp), 1985, Pergamon, ISBN 0-87568-218-9
- Chess Tactics for Advanced Players (Chiến thuật cờ vua cho kỳ thủ cao cấp), 2008, Lebate, ISBN 978-0-87568-219-8
- Centre-Stage and Behind the Scenes: A Personal Memoir (Giữa sân khấu và sau cánh gà: những hồi ức cá nhân)
- Chess Middlegames: Essential Knowledge (Trung cuộc: những kiến thức cần thiết)
- Averbakh's Selected Games (Những ván cờ chọn lọc của Averbakh)
- Rook v Minor Piece Endings (Tàn cuộc xe với quân yếu hơn)
- The World Chess Championship (Các trận tranh ngôi vô địch cờ vua), viết cùng Mark Taimanov
- Small Chess Dictionary (Từ điển cờ vua rút gọn)